# Kiruvase, Sagar
Kiruvase là một làng thuộc tehsil Sagar, huyện Shimoga, bang Karnataka, Ấn Độ.